# Nicolina, Iași

Biserica „Sfântul Vasile cel Mare” (1795-1829)

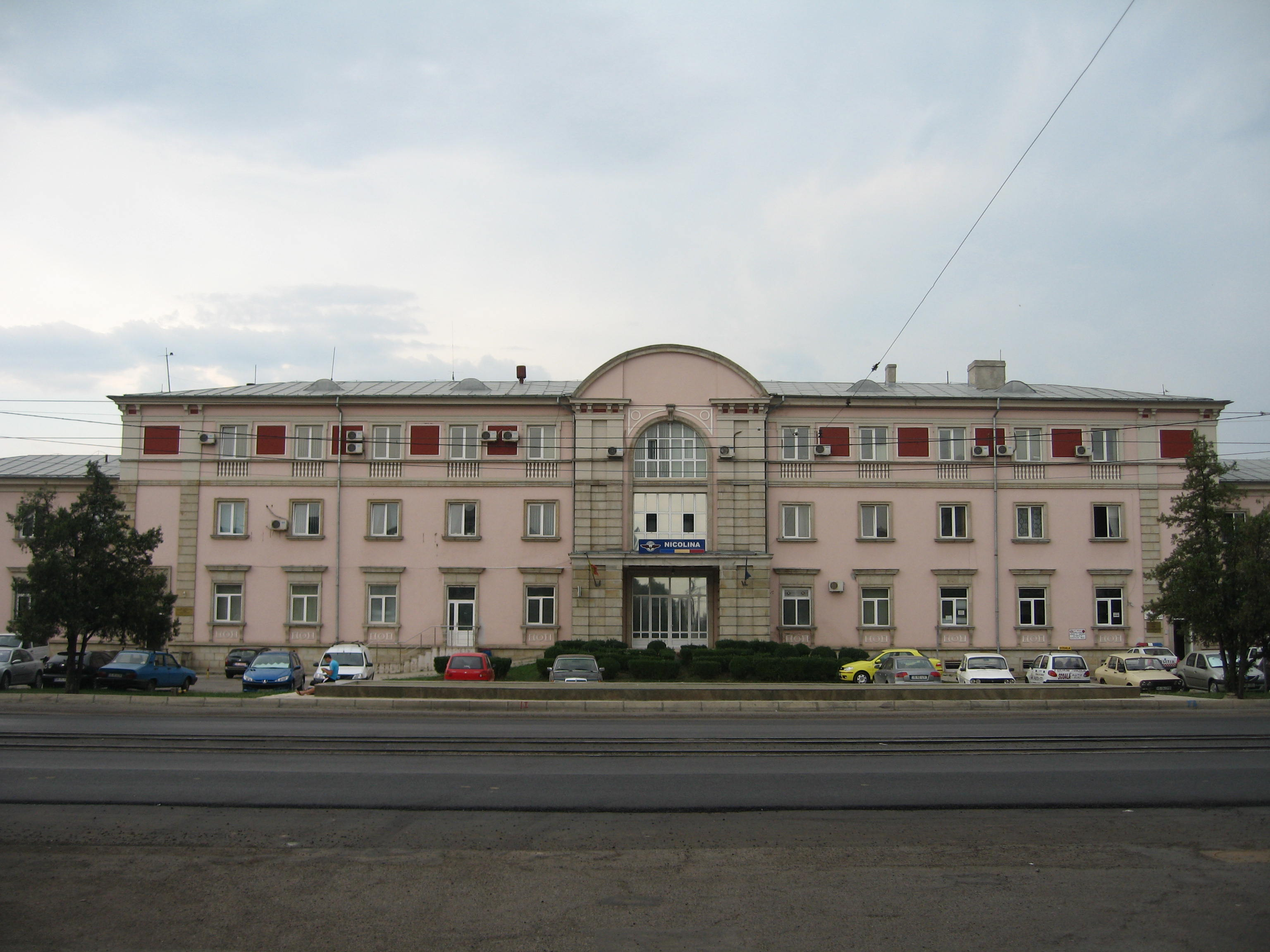
Gara Internațională Nicolina din Iași văzută dinspre Bulevardul Nicolae Iorga (1952-1954)

Nicolina este un cartier din municipiul Iași.

## Etimologie
Numele cartierului vine de la numele râului Nicolina, care trece prin el.

## Geografie
Nicolina se află în partea de sud a orașului. Cartierul este împărțit în 2 zone: Nicolina 1 și Nicolina 2. Reconstruit în perioada comunistă, cartierul Nicolina este unul dintre cele mai mari din punct de vedere al numărului de locuitori. Râul Nicolina traversează cele două zone ale cartierului.

## Repere notabile
- Crucea lui Ferentz, 1717, monument istoric
- Biserica Sfântul Vasile-Galata (1795-1829)
- Gara Internațională Nicolina (1952-1954)
- Atelierele CFR (Uzina Mecanică) Nicolina

## Transport
Nicolina 1:
- Gara Internațională Nicolina: IR, IR N
- Autobuz: 28, 30, 30B, 41, 41B, 44, 121
- Tramvai: 9, 11, din surse apropiate pe viitor se vor reînființa 2 și 5 și nu vor mai circula pe Splaiul Bahlui și vor circula pe Bulevardul Nicolae Iorga(tramvaiul 5 a fost reintrodus pe 6 iunie 2022 pe ruta Dacia – Bulevardul Nicolae Iorga – Țesătura – Baza 3 – Rond Țuțora)

Nicolina 2:
- Autobuz: 19, 29, 30, 30B, 41, 41B, 42, 43B, 43C, 44, 46
- Tramvai: 11, din surse apropiate pe viitor se vor reînființa 2 și 5 și nu vor mai circula pe Splaiul Bahlui și vor circula pe Bulevardul Nicolae Iorga